# Bologna Football Club 1953-1954
Questa voce raccoglie le informazioni riguardanti il Bologna Football Club nelle competizioni ufficiali della stagione 1953-1954.

## Stagione
Nella stagione 1953-1954 il Bologna ha disputato il campionato di Serie A, con 36 punti in classifica si è piazzato in settima posizione, lo scudetto tricolore è stato vinto dall'Internazionale con 51 punti, uno in più della Juventus. Sono retrocessi in Serie B il Legnano ed il Palermo, i siciliani dopo aver perso gli spareggi con Udinese e Spal.

## Divise
| Casa | Trasferta | Portiere |

## Rosa
| N. |                      | Ruolo | Calciatore           |
| -- | -------------------- | ----- | -------------------- |
|    | Italia (bandiera)    | P     | Anselmo Giorcelli    |
|    | Italia (bandiera)    | D     | Dino Ballacci        |
|    | Italia (bandiera)    | D     | Giovanni Cattozzo    |
|    | Italia (bandiera)    | D     | Guglielmo Giovannini |
|    | Italia (bandiera)    | D     | Fedele Greco         |
|    | Italia (bandiera)    | D     | Antonio Zani         |
|    | Danimarca (bandiera) | C     | Ivan Jensen          |
|    | Italia (bandiera)    | C     | Ivanoe Nolli         |
|    | Danimarca (bandiera) | C     | Axel Pilmark         |
|    | Italia (bandiera)    | C     | Giorgio Turchi       |

| N. |                     | Ruolo | Calciatore               |
| -- | ------------------- | ----- | ------------------------ |
|    | Italia (bandiera)   | A     | Giulio Bonafin           |
|    | Italia (bandiera)   | A     | Gino Cappello (capitano) |
|    | Italia (bandiera)   | A     | Cesarino Cervellati      |
|    | Uruguay (bandiera)  | A     | José García              |
|    | Italia (bandiera)   | A     | Domenico La Forgia       |
|    | Ungheria (bandiera) | A     | István Mike Mayer        |
|    | Italia (bandiera)   | A     | Gino Pivatelli           |
|    | Italia (bandiera)   | A     | Ugo Pozzan               |
|    | Italia (bandiera)   | A     | Francesco Randon         |
|    | Italia (bandiera)   | A     | Giorgio Valentinuzzi     |

## Risultati

### Serie A

#### Girone di andata
| Arbitro: | Corallo (Lecce) |

|                            |           |              |
| Cappello 68’ Pivatelli 77’ | Marcatori | 71’ Bassetto |

| Arbitro: | Valsecchi (Milano) |

|                                    |           |           |
| Trevisan 2’ Curti 25’ Sørensen 89’ | Marcatori | 54’ Nolli |

| Arbitro: | Bellè (Venezia) |

|                         |           |  |
| Garcia 25’ Cappello 59’ | Marcatori |  |

| Arbitro: | Bellè (Venezia) |

|                                             |           |                                       |
| Bennike 50’ Cattani 55’ (rig.) Seratoni 88’ | Marcatori | 25’ Randon 64’ Pivatelli 77’ Cappello |

| Arbitro: | Guarnaschelli (Pavia) |

|                     |           |  |
| Ballacci 67’ (rig.) | Marcatori |  |

| Arbitro: | Rigato (Mestre) |

|                                          |           |                            |
| Armano 15’, 59’ (rig.) Pozzan 37’ (aut.) | Marcatori | 20’ Cappello 29’ Pivatelli |

| Arbitro: | Liverani (Torino) |

|              |           |             |
| Ballacci 85’ | Marcatori | 62’ Mariani |

| Ferrara 1º novembre 1953 8ª giornata | SPAL             | 0 – 0 | Bologna | Stadio Comunale\| Arbitro: \| Orlandini (Roma) \| |
| Arbitro:                             | Orlandini (Roma) |       |         |                                                   |

| Arbitro: | Piemonte (Monfalcone) |

|  |           |            |
|  | Marcatori | 55’ Praest |

| Arbitro: | Orlandini (Roma) |

|              |           |  |
| Miglioli 59’ | Marcatori |  |

| Arbitro: | Maurelli (Roma) |

|  |           |               |
|  | Marcatori | 20’ Pivatelli |

| Bologna 6 dicembre 1953 12ª giornata | Bologna       | 0 – 0 | Napoli | Stadio Renato Dall'Ara\| Arbitro: \| Massai (Pisa) \| |
| Arbitro:                             | Massai (Pisa) |       |        |                                                       |

| Arbitro: | Liverani (Torino) |

|                                       |           |                                   |
| Szoke 19’ Beltrandi 61’ Menegotti 76’ | Marcatori | 24’ (aut.) Beltrandi 30’ Cappello |

| Arbitro: | Pieri (Trieste) |

|                            |           |              |
| Pivatelli 10’ Cappello 76’ | Marcatori | 19’ Liedholm |

| Arbitro: | Liverani (Torino) |

|                |           |                           |
| Cervellati 83’ | Marcatori | 49’ Bronée 67’ Pandolfini |

| Arbitro: | Marchetti (Milano) |

|                 |           |                          |
| Hansen 31’, 80’ | Marcatori | 60’ Pivatelli 87’ Pozzan |

| Arbitro: | Maurelli (Roma) |

|                                          |           |            |
| Lucchesi 12’ Prunecchi 45’ Martegani 66’ | Marcatori | 20’ Pozzan |

#### Girone di ritorno
| Arbitro: | Scaramella (Roma) |

|                     |           |                                 |
| Bassetto 60’ (rig.) | Marcatori | 57’, 70’ Pivatelli 76’ Cappello |

| Arbitro: | Valsecchi (Milano) |

|                                                   |           |  |
| Cervellati 17’ Mike 21’, 60’ (rig.) Pivatelli 23’ | Marcatori |  |

| Arbitro: | Scaramella (Roma) |

|  |           |             |
|  | Marcatori | 12’ Bonafin |

| Arbitro: | Maurelli (Roma) |

|               |           |            |
| Pivatelli 18’ | Marcatori | 66’ Frizzi |

| Arbitro: | Pieri (Trieste) |

|                   |           |             |
| Jensen 70’ (aut.) | Marcatori | 55’ Bonafin |

| Arbitro: | Massai (Pisa) |

|  |           |             |
|  | Marcatori | 70’ Lorenzi |

| Arbitro: | Maurelli (Roma) |

|             |           |                                         |
| Gratton 43’ | Marcatori | 56’ Cappello 77’ Bonafin 84’ Cervellati |

| Arbitro: | Scaramella (Roma) |

|                                 |           |                  |
| Randon 73’ Bernardin 88’ (aut.) | Marcatori | 66’ Fontanesi II |

| Arbitro: | Bellè (Venezia) |

|                            |           |                             |
| Boniperti 61’ Ferrario 88’ | Marcatori | 13’ Cervellati 60’ Cappello |

| Arbitro: | Rigato (Mestre) |

|                                 |           |  |
| De Togni 20’ (aut.) Pilmark 68’ | Marcatori |  |

| Arbitro: | Corallo (Lecce) |

|                             |           |  |
| Cervellati 13’ Cappello 44’ | Marcatori |  |

| Arbitro: | De Leo (Mestre) |

|                              |           |                |
| Amadei 7’ (rig.) Jeppson 68’ | Marcatori | 80’ Cervellati |

| Arbitro: | Campanati (Milano) |

|                                         |           |            |
| Cappello 12’, 47’ (rig.) Cervellati 68’ | Marcatori | 54’ Pløger |

| Arbitro: | Arpaia (Roma) |

|                             |           |                |
| Vicariotto 23’ Sørensen 61’ | Marcatori | 53’ Cervellati |

| Arbitro: | Campanati (Milano) |

|             |           |                                         |
| Bettini 55’ | Marcatori | 10’ Randon 14’ Pivatelli 53’ Cervellati |

| Arbitro: | Perego (Milano) |

|  |           |                         |
|  | Marcatori | 27’ Righetto 82’ Tortul |

| Arbitro: | Liverani (Torino) |

|  |           |             |
|  | Marcatori | 1’ Lucchesi |

## Statistiche

### Statistiche di squadra
| Competizione | Punti | In casa | In casa | In casa | In casa | In casa | In casa | In trasferta | In trasferta | In trasferta | In trasferta | In trasferta | In trasferta | Totale | Totale | Totale | Totale | Totale | Totale | DR |
| Competizione | Punti | G       | V       | N       | P       | Gf      | Gs      | G            | V            | N            | P            | Gf           | Gs           | G      | V      | N      | P      | Gf     | Gs     | DR |
| ------------ | ----- | ------- | ------- | ------- | ------- | ------- | ------- | ------------ | ------------ | ------------ | ------------ | ------------ | ------------ | ------ | ------ | ------ | ------ | ------ | ------ | -- |
| Serie A      | 36    | 17      | 9       | 3       | 5       | 23      | 13      | 17           | 5            | 5            | 7            | 27           | 28           | 34     | 14     | 8      | 12     | 50     | 41     | +9 |

### Statistiche dei giocatori
| Giocatore        | Serie A  | Serie A |
| Giocatore        | Presenze | Reti    |
| ---------------- | -------- | ------- |
| D. Ballacci      | 28       | 2       |
| G. Bonafin       | 5        | 3       |
| G. Cappello (IV) | 34       | 12      |
| G. Cattozzo      | 27       | 0       |
| C. Cervellati    | 27       | 9       |
| J. Garcia        | 9        | 1       |
| A. Giorcelli     | 34       | -41     |
| G. Giovannini    | 24       | 0       |
| F. Greco         | 24       | 0       |
| I. Jensen        | 29       | 0       |
| D. La Forgia     | 5        | 0       |
| I. Mike          | 11       | 2       |
| I. Nolli         | 4        | 1       |
| A. Pilmark       | 25       | 1       |
| G. Pivatelli     | 26       | 11      |
| U. Pozzan        | 14       | 2       |
| F. Randon        | 26       | 3       |
| G. Turchi        | 9        | 0       |
| G. Valentinuzzi  | 12       | 0       |
| A. Zani          | 1        | 0       |